# Peggy Waleska
Peggy Waleska (1980 en Pirna, Sajonia) es una remera de Alemania que llegó a ser campeona mundial de remo en el cuatro alemán en Lucerna, Suiza en 2001. Al año siguiente consiguió defender su título con éxito en Sevilla, España. En los Juegos Olímpicos de Atenas 2004 ganó una medalla de plata en la especialidad de cuadro scull.